# Gilles Dionysius Jacobus Schotel
Gilles Dionysius Jacobus Schotel (Dordrecht, 9 april 1807 - Leiderdorp, 9 december 1892) was een Nederlands predikant, verzamelaar, filoloog, historicus en schrijver.

## Leven en werk
Schotel werd geboren in Dordrecht als zoon van de bekende zeeschilder J.C. Schotel. Vanaf 1825 studeerde hij theologie in Leiden. In 1829 begon hij aan een dissertatie over Jacoba van Beieren. Schotel ambieerde een wetenschappelijke functie (hoogleraar, archivaris of bibliothecaris van een universiteitsbibliotheek) en probeerde over te schakelen naar Nederlandse geschiedenis, taal en letterkunde. Toen bleek dat een professoraat er niet in zat, vervolgde hij zijn studie theologie.
In 1831 deed Schotel zijn  proponent-examen. Hij was bijziend en kon niet van een blad lezen. Dat was aanvankelijk een belemmering om als predikant beroepen te worden. 
In 1835 werd hij alsnog beroepen in Lage Zwaluwe, daarna in 1841 werd hij predikant in Chaam c.a. (cum annexis, met bijbehoren: Alphen en Baarle-Nassau) en ten slotte Tilburg, van 1846 tot 1862.
In de periode tussen zijn examen en aanstelling woonde Schotel weer in Dordrecht. Hij bestudeerde de geschiedenis van deze stad door archiefonderzoek en schreef Kerkelijk Dordrecht. Eene bijdrage tot de geschiedenis der vaderlandsche hervormde kerk, sedert het jaar 1572 (in twee delen).
In 1838 werd hij door de Universiteit Leiden honoris causa (eershalve) benoemd tot phil. theor. mag. et lit. hum. doctor, een eredoctoraat voor zijn werk tot dan toe, met name op taalkundig en historisch gebied.
Schotel was door koning Willem II benoemd in Chaam maar op uitdrukkelijke voordracht van de minster voor de Hervormde Eredienst en zijn hoge ambtenaar J.D. Janssen. Zij vonden de rustige gemeente een uitstekend plek voor "voor de graag studerende en publicerende Schotel."
Tijdens zijn verblijf in Chaam kwam Schotel in contact met Willem Frederik George Lodewijk van Oranje-Nassau, Koning der Nederlanden (1840 - 1849) en werd hij onderdeel van diens kring van intimi. Dit contact kwam tot stand via zijn broer P.J. Schotel die marinier was maar ook net als zijn vader zeeschilder en die regelmatig optrok met Prins Hendrik, de derde zoon van Willem II. Willem II kende als groot kunstverzamelaar de beide zeeschilders ook.
Willem II vroeg Schotel om groot hertogelijk hofprediker te worden met als standplaats Luxemburg, maar Schotel ging daar niet op in omdat hij het salaris en de verhuizing naar Luxemburg niet zag zitten. Wel bleef hij adviseur van Willem II o.a. over kunstaankopen. 
In 1846 werd Schotel mede op voorspraak van Willem II predikant in Tilburg, met als standplaats de in 1829 nieuw opgeleverde Pauluskerk waar ook Willem II kerkte als hij in Tilburg verbleef. 
Schotel was aanwezig bij het sterfbed van Willem II en steunde na diens overlijden in 1849 de weduwe, Anna Paulowna. Haar dank betuigde ze in een brief aan Schotel en door het schenken van een zilveren avondmaalschotel en borden.
Schotel stond alom bekend als verzamelaar van boeken en manuscripten en als veelweter. Hij schreef veel waaronder biografische schetsen.
Toen A.J. van der Aa in 1852 de opdracht van de boekhandelaar J.J. van Brederode aanvaardde om redacteur te worden van het Biographisch Woordenboek der Nederlanden, ging Schotel daaraan meewerken.  
Toen Van der Aa overleed in 1857, volgde K.J.R. van Harderwijk hem op als redacteur en toen vervolgens van Harderwijk in 1860 ook overleed was Schotel de meest voor de hand liggende opvolger.  
Na zijn emeritaat als predikant in 1862 verhuisde Schotel naar Leiden en werd hij voltijds redacteur. In de periode tot de oplevering in 1878 kwam Schotel steeds meer alleen te staan en schreef hij vrijwel alle biografieën in de delen 10 tot en met 21, inclusief het bijvoegsel, zelf.
In 1877 was Schotel weduwnaar geworden. Hij verhuisde in mei 1878 naar Dordrecht om bij zijn jongste broer in te wonen. Ondanks vergevorderde blindheid en gezondheidsproblemen bleef hij schrijven aan artikelen en boeken. In 1889, op de voor die tijd zeer gevorderde leeftijd van 82 jaar, ging hij zijn zoon Petrus Elija wonen in Oegstgeest. Hij overleed in 1892 in Leiderdorp waar hij met het gezin van zijn zoon naar toe was verhuisd.

## Waardering
Hajo Brugmans, die de biografie van Schotel in het Nieuw Nederlandsch Biografisch Woordenboek schreef, concludeert: "Hij was in zijn wetenschappelijk werk, gelijk in het algemeen in zijn geestelijk bestaan, nog een achttiende-eeuwer; zelfs de titels van zijn werken herinneren aan dien tijd, toen zeer veel stof werd verzameld en uitgegeven, maar weinig werd doorgewerkt, toen men van de geschiedenis vooral het uitwendige, het opvallende, het afwijkende, het persoonlijke zag en het geheel als een verzameling van zeer wetenswaardige curiositeiten beschouwde." Schotel was volgens Brugman "een verzamelaar, een navorscher van belangwekkende kleinigheden; zijn wetenschap was niet veel meer dan veelweterij".
Dat maakte hem wel heel geschikt om redacteur van het NNBW te zijn, zoals Brugmans ook opmerkt: "Uit verschillende van deze [Schotels] publicatiën blijkt reeds, dat het persoonlijke in de geschiedenis zijn aandacht vooral trok". 
In 2013 komt er toch een herwaardering van Schotel, en neemt Jan Rock in het artikel 'De eeuw van de snuffelaar' de man van kleinigheden en veelweterij opnieuw onder de loep. 
Schotel lijdt een "achttiende-eeuws verzamelaarsleven" zegt Rock, "Buiten de genootschappen en de universiteit wisselde hij immers kennis uit via persoonlijke briefwisseling en op basis van een eigen geleerde collectie." Volgens Rock was Schotel wellicht de man die de overgang belichaamt van antiquarisme naar geschiedenis als wetenschap.  
Rock schrijft: "Juist omwille van het correspondentienetwerk dat hij in stand hield tijdens een leven dat het grootste deel van de negentiende eeuw beslaat, stond hij in nauw contact met belangrijke ontwikkelingen in de filologie. Zij voltrokken zich meestal binnen zijn gezichtsveld, ook wanneer hij er niet – en steeds minder – aan bijdroeg. Schotel is met andere woorden een goede informant om de filologische eruditie en het antiquarische verzamelen uit de achttiende eeuw te zien vervloeien in de academische en historistische triomf van de geschiedschrijving en de letterkunde in de negentiende eeuw."
De stap die R.C. Bakhuizen van den Brink en R.J. Fruin zetten, van filologie naar geschiedenis als wetenschap, mist hij wel helemaal.

## Werken en lidmaatschappen
Schotel was lid van:
- de Maatschappij der Nederlandse Letterkunde,
- Het Utrechts genootschap[9][10]
- Zeeuws genootschap
- Koninklijk Instituut van Wetenschappen (voorloper van Koninklijke Nederlandse Academie van Wetenschappen), tweede klasse, Correspondent (25 februari 1836 - 26 oktober 1851)[11]

- Bibliothèque nationale de France: cb12817349w (data)
- Biografisch Portaal: 88410525
- CiNii: DA05684876
- Digitale Bibliotheek voor de Nederlandse Letteren: scho046
- Gemeinsame Normdatei: 17236292X
- International Standard Name Identifier: 0000 0001 1844 7351
- Library of Congress Control Number: n86130028
- Nationale bibliotheek van Australië: 35974475
- Nationale en Universitaire bibliotheek Zagreb: 000128479
- Nederlandse Thesaurus van Auteursnamen: 068391137
- Réseau des bibliothèques de Suisse occidentale: 02-A003806010
- Istituto Centrale per il Catalogo Unico: SBLV301724
- Système universitaire de documentation: 111191955
- Virtual International Authority File: 24955037